# Periyasamy Chandrasekaran
Periyasamy Chandrasekaran (Talawakelle, então Ceilão, 16 de abril de 1957 - Colombo, 1 de janeiro de 2010) foi um político srilanquês.
Foi membro do Parlamento ("Deputado") do Sri Lanka e exerceu o cargo de Ministro do Desenvolvimento Comunitário e da Erradicação das Desigualdades Sociais.